# Perigonia jamaicensis
Perigonia jamaicensis är en fjärilsart som beskrevs av Rothschild 1894. Perigonia jamaicensis ingår i släktet Perigonia och familjen svärmare. Inga underarter finns listade i Catalogue of Life.